# 周期進行波
数学の分野における周期進行波（しゅうきしんこうは、英: periodic travelling wave）あるいは波列（はれつ、英: wavetrain）とは、一定のスピードで動く1次元ユークリッド空間内のある周期関数である。したがって、空間および時間の両方に関する周期関数であるような時空的振動の特別なタイプと見なされる。
周期進行波は、自己振動系や励起系、移流反応拡散系を含む、多くの数学の方程式系において本質的に重要な役割を担う。
これらのタイプの方程式系 は、生物学、化学および物理学の数理モデルとして幅広く用いられ、周期進行波に似た挙動を示す多くの現象の例が経験的に知られている。
周期進行波に関する数学の理論は、そのほとんどが偏微分方程式のために発展されたものではあるが、他のタイプの数学のシステム、例えば積分微分方程式、積分差分方程式、結合写像格子やセルオートマトンなどにおいても、それら周期進行波の解は同様に生じる。
周期進行波はそれ自身が重要であるとともに、2次元空間における渦巻波やターゲットパターン、3次元空間における旋回波に対し、一次元的に同値なものである。

## 歴史
周期進行波は、1970年代に初めて研究された。キーとなる早期の研究論文は Nancy Kopell と Lou
Howard によるもので、反応拡散方程式における周期進行波に関するいくつかの基本的な結果が証明された。この論文は、1970年代から1980年代早期に行われた意義のある研究活動の先駆けとなった。その後、しばらく活動が停滞したのち、周期進行波の生成に関する数学的な研究や、生態学における周期個体群に関する時空間的なデータセットにそれら周期進行波が発見されたことに伴って、研究の興味は刷新された。2000年代中盤より、周期進行波に関する研究は、それらの安定性や絶対安定性を調べるための新たな計算法によって発展されている。

## 族
周期進行波の存在は、通常、数学的な方程式の中の媒介変数の値に左右される。周期進行波解が存在するなら、波のスピードが異なるそのような解の族が通常存在する。偏微分方程式において、周期進行波は通常、波のスピードの連続的な領域に対して生じる。

## 安定性
周期進行波に関する重要な問題の一つに、それが元の数学的システムの解として安定かそれとも不安定か、という問題がある。偏微分方程式に対しては、通常、周期進行波の族は安定な部分と不安定な部分に細分される。不安定な周期進行波に関する、重要かつ補助的な問題の一つに、それらが絶対不安定あるいは対流不安定であるか、すなわちそれらは定常的に成長する線型モードであるかどうか、という問題がある。この問題は限られた偏微分方程式についてのみ、解決されている。

## 生成
周期進行波の生成に関する以下のような多くのメカニズムが知られている。
異質性
媒介変数における空間的なノイズの結果として、周期進行波の連続的な帯を生成することが出来る。このことは、周期進行波の二次元への一般化であるターゲットパターンや渦巻波を不純物が生成するような、振動化学反応への応用において重要となる。この過程は、1970年代および1980年代初期における、周期進行波に関する研究の大きな動機となった。また生態学においては、景観異質性が周期進行波の原因の一つとして提唱されてきた。
侵入
周期進行波をそれらの wake から離すことが出来る。これは、ベロウソフ・ジャボチンスキー反応のような化学系や、生態学の被食・捕食系において、通過流が存在しているときのテイラー＝クエット系に対して、重要となる。
分域境界
ディリクレ境界条件あるいはロビン境界条件を伴う。これは、生息地と周りの敵対的環境の間の境界に、ディリクレあるいはロビン境界条件が対応するような生態学において、潜在的に重要となる。しかし、波の発生に関する決定的な経験的実証を得ることは、生態学のシステムに対しては困難である。
追跡と回避
その結果として移住が生じる。これは生態学において意義深いものであるだろう。
部分個体群間の移住
これもまた生態学における潜在的な意義を持つものである。
これら全てのケースにおいて、キーとなる問題は周期進行波の族のどの所属者が選択されるかということである。ほとんどの数学的システムに対しては、この問題は未解決となっている。

## 周期進行波と時空カオス
いくつかの媒介変数に対して、ある波の生成メカニズムから生じた周期進行波が不安定であることは、共通認識となっている。そのような場合、解は通常、時空カオスへと発展する。したがってそのような解は、周期進行波を介したカオスへの時空的な変遷を含むものである。

## ラムダ-オメガ系と複素ギンツブルグ-ランダウ方程式
周期進行波の原型であり、その数学的な理解と理論の発展の基盤となっている二つの数学的な系が存在する。それらは、「ラムダ-オメガ」クラスの反応拡散方程式
{\displaystyle {\begin{aligned}&{\frac {\partial u}{\partial t}}={\frac {\partial ^{2}u}{\partial x^{2}}}+\lambda (r)u-\omega (r)v\\&{\frac {\partial v}{\partial t}}={\frac {\partial ^{2}v}{\partial x^{2}}}+\omega (r)u+\lambda (r)v\\&\left(\because r={\sqrt {u^{2}+v^{2}}}\right)\end{aligned}}}
および、複素ギンツブルグ-ランダウ方程式
{\displaystyle {\frac {\partial A}{\partial t}}=A+(1+ib){\frac {\partial ^{2}A}{\partial x^{2}}}-(1+ic)|A|^{2}A}
である（A は複素数値）。これらの系は λ(r) = 1 − r2, ω(r) = − cr2, b = 0 のとき、同一のものとなることに注意されたい。これらの系はいずれも、方程式を振幅（r あるいは |A|）および位相（arctan(v/u) あるいは arg A）に関して書き換えることで、簡易化することが出来る。この方法で方程式が書き換えられたなら、振幅が定数であるような解は、位相が空間と時間の線型関数であるような周期進行波であることが簡単に分かる。したがって、u, v あるいは Re(A), Im(A) は空間と時間の正弦関数である。
周期進行波の族に対するそれらの厳密解は、非常に広い範囲のさらなる解析的研究を可能とする。その周期進行波の安定性のための厳密条件を見つけることが出来、絶対安定性のための条件は、簡単な多項式の解へと帰着される。
厳密解はまた、侵入やディリクレゼロ境界条件によって生成される波の選択問題に対して得られている。後者のケースでは、複素ギンツブルグ-ランダウ方程式に対して、全域解は定常 Nozaki-Bekki ホールとなる。
複素ギンツブルグ-ランダウ方程式における周期進行波に関する研究のほとんどは、物理学の文献によるものであり、そこではそれらは通常平面波として知られている。

## 数値計算と安定性
ほとんどの数学的方程式に対して、周期進行波解を解析的に求めることは不可能であり、そのため数値計算を行う必要が生じる。そのような偏微分方程式に対し、x, t はそれぞれ（1次元の）空間と時間を表す変数とする。このとき、周期進行波は進行波変数 z = x − ct の関数となる。この形式の解を偏微分方程式に代入することで、周期進行波方程式として知られる常微分方程式系が得られる。周期進行波は、そのような方程式系のリミットサイクルに相当し、数値解析の基盤を与えるものである。標準的な計算手法は、周期進行波方程式に対する数値接続である。始めに、定常状態をホップ分岐点に置く接続を行う。これが、数値接続によってフォローすることの出来る、周期進行波解の分岐（族）の始点である。いくつかの（珍しい）ケースでは、周期進行波解の分岐（族）の終点はいずれもホモクリニックな解であり、そのようなケースでは偏微分方程式の数値解のような外的な始点を用いる必要がある。
周期進行波の安定性は、そのスペクトルを計算することで、数値的に調べることが出来る。偏微分方程式の周期進行波のスペクトルはすべて本質的スペクトルであるという事実があるため、より簡単に調べることが出来る。考えられる数値的手法として、ヒルの方法や、スペクトルの数値接続などが挙げられる。後者の手法を採用する利点として、安定な波と不安定な波の間の媒介変数空間の境界を計算出来ることが挙げられる。

### ソフトウェア
周期進行波の数値的な解析を行うための、フリーのオープンソースソフトウェアとして、Wavetrainが挙げられる。数値接続を利用することで、Wavetrain では偏微分方程式の周期進行波解の形状と安定性、および波が安定に存在するような媒介変数空間の領域を計算することが出来る。

## 応用
経験的に発見されている、周期進行波を示す現象の例として、以下が挙げられる。
- 複数年周期で大量発生する多くの生物個体。いくつかの事例では、それらの個体の周期は空間的に周期進行波として構成される。そのような挙動は、フェノスカンジアと北イギリスに生息するハタネズミ[13]や、北フェノスカンジアのシャクガ科昆虫[41]、ヨーロッパアルプスのハマキガ科昆虫[21]、スコットランドのアカライチョウに見られる[42]。
- 半砂漠において、植生はしばしば空間パターン（英語版）を自己構成する[43]。坂の上で、これは裸地の帯によって区分される、等値線に平行に走る植生の帯からなる。このタイプの帯状の植生は、しばしばタイガーブッシュとして知られている。多くの観測的な研究によって、この帯は坂を上る方向へゆっくり移動していることがレポートされている[44]。しかし、他の多くのケースにおいては、観測点が明らかに定常パターンにあることも知られており[45]、移動に関する問題は依然として物議を醸すものとなっている。利用可能なデータと最も適合する結論は、いくつかの帯状の植生パターンは移動するが、他のものは移動しない、というものである[46]。前者の分類に含まれるパターンは、周期進行波の形状を備えるものである。
- 振動的および励起的（英語版）化学反応において、進行帯は生じる。それらは1970年代にベロウソフ・ジャボチンスキー反応において観測され[47]、当時の周期進行波に関する数学的研究に重要な動機を与えた。より近年の研究では、詳細なモデリングを介して、実験的に観測される帯と、周期進行波に関する数学理論を結びつける業績を得ている[48]。
- 周期進行波は、太陽周期の一部として、太陽にも現れる[49][50]。それらは太陽ダイナモによる太陽の磁場の生成の帰結として生じるものである。したがって、それらは太陽黒点と関係している。
- 流体力学において、対流パターンはしばしば周期進行波を含むものとなる。特殊な例には、二流体対流[51]や、熱ワイヤー対流[52]が含まれる。
- 周期進行波のパターンは、「印刷機の不安定性」にも現れる。それらにおいては、二つの回転する無原動体シリンダーの間の薄い溝が、オイルで満たされている[53]。